# 6174 (tal)
6174 är det naturliga talet som följer 6173 och som följs av 6175.
Talet är även känt som Kaprekars konstant (uppkallat efter den indiske matematikern Dattaraya Ramchandra Kaprekar).

## Inom matematiken
- 6174 är ett jämnt tal.

## Inom vetenskapen
- 6174 Polybius, en asteroid.